# Aspidistra
Aspidistra (Aspidistra Ker Gaw.) – rodzaj bylin z rodziny szparagowatych (Asparagaceae), dawniej klasyfikowany do konwaliowatych (Convallariaceae), myszopłochowatych (Ruscaceae), jeszcze dawniej do liliowatych (Liliaceae). Występują na dnie lasów wschodniej Azji od wschodnich Indii, poprzez Indochiny, Chiny, po Japonię. Do lat 70. XX wieku znanych było tylko kilka gatunków. Później taksonomowie opisywać zaczęli dziesiątki kolejnych. W 2006 według "Flora of China" rodzaj obejmować miał 55 gatunków (w tym 49 z Chin, z czego aż 46 endemitów). W 2008 opisano w sumie 93 gatunki, ale szacowano ich docelową liczbę na 200-300. W 2020 baza Plants of the World wymieniała 175 gatunków zaakceptowanych. Zasięg rodzaju obejmuje wschodnią Azję od wschodniej części Himalajów po Japonię.
Aspidistra wyniosła jest gatunkiem uprawianym jako roślina ozdobna, ceniona ze względu na małe wymagania, bardzo cienioznośna.

## Morfologia

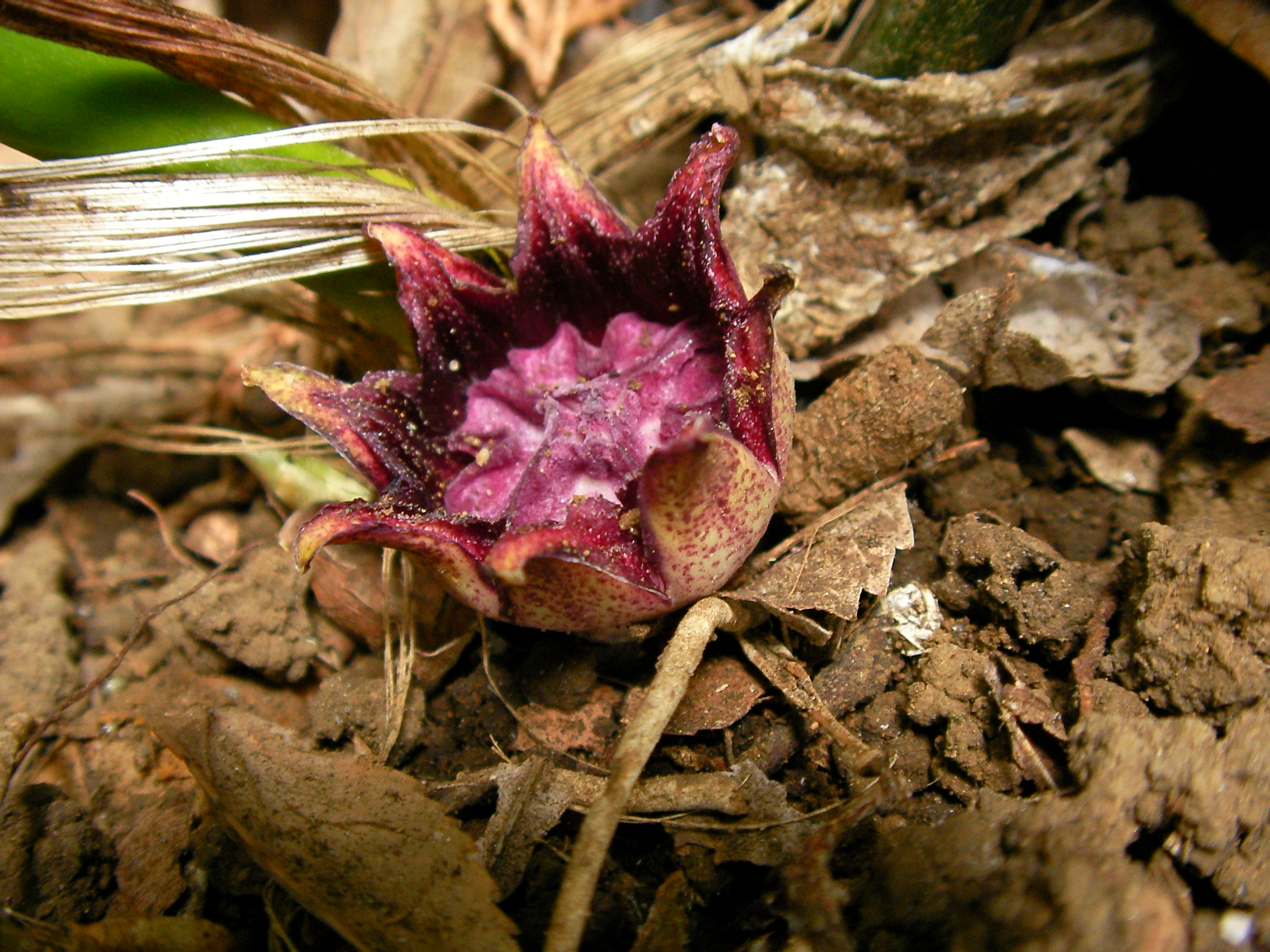
Kwiat aspidistry wyniosłej

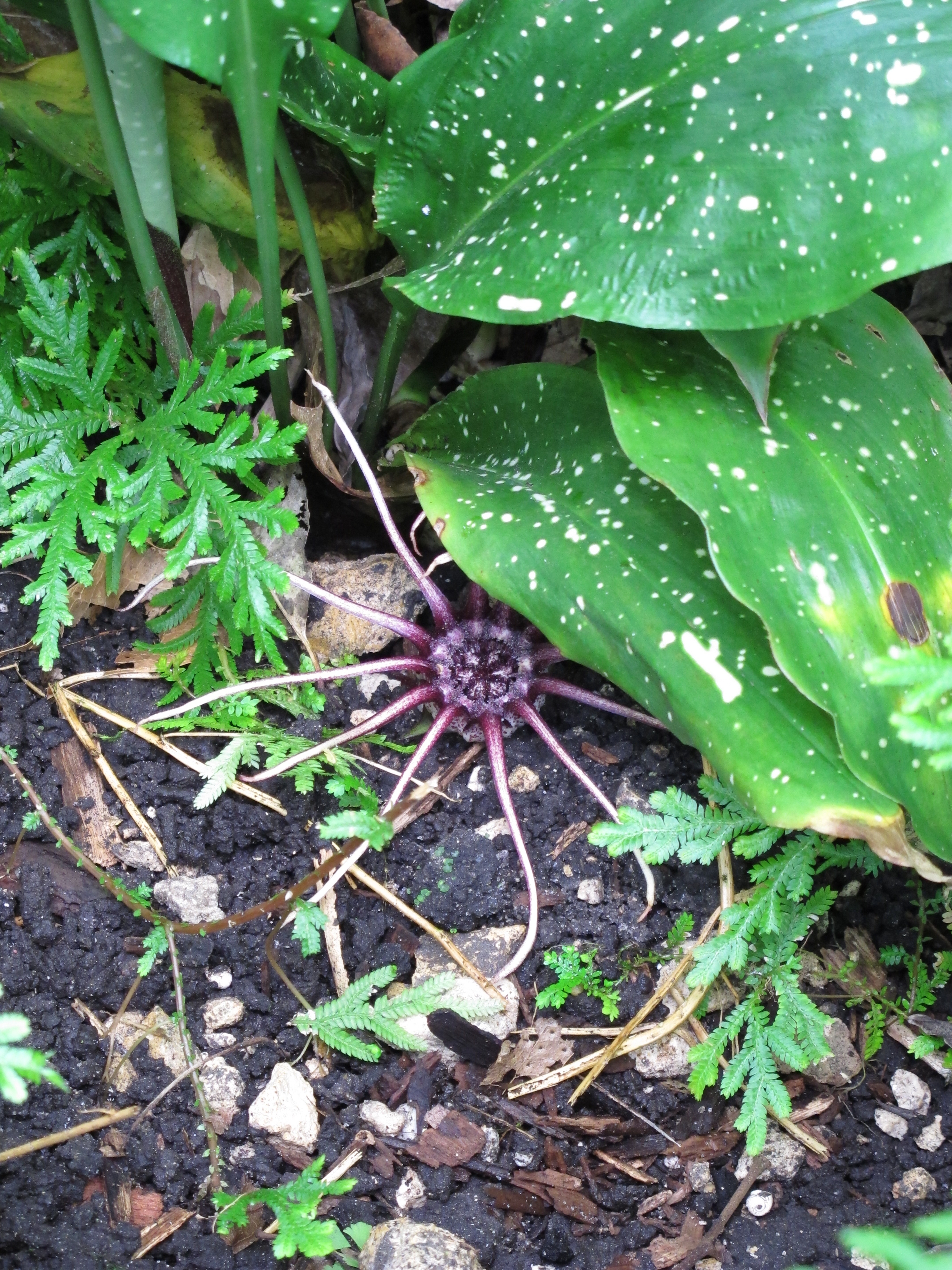
Kwiat Aspidistra grandiflora

PokrójByliny kłączowe. Kłącze pełzające, wydłużone ale z gęstymi węzłami.
LiścieOdziomkowe, długoogonkowe wyrastające pojedynczo lub skupione po 2–4.
KwiatyZebrane w kwiatostan wyrastający na bardzo krótkim głąbiku, zredukowany do 1 lub 2 kwiatów. Kwiaty są obupłciowe, wsparte przysadką. Okwiat dzwonkowaty lub kubeczkowaty, mięsisty, na szczycie z (4–) 6–8 (–10) wolnymi końcami. Pręcików tyle ile wolnych końców okwiatu. Zalążnia z 3–4 komorami w każdej z kilkoma zalążkami. Słupek krótki, znamię kształtu grzybkowatego, okazałe, całobrzegie lub na brzegu wcinane.
OwoceJagody owalne lub okrągłe, zwykle 1-nasienne.

## Systematyka
Pozycja rodzaju według APweb (aktualizowany system APG IV z 2016)
Klad okrytonasienne, klad jednoliścienne (monocots), rząd szparagowce (Asparagales), rodzina szparagowate (Asparagaceae), podrodzina Nolinoideae Burnett. W systemie APG II z 2003 rodzaj zaliczany był do rodziny myszopłochowatych (Ruscaceae), plemienia Convallarieae.
Pozycja rodzaju w systemie Reveala (1994-1999)
Gromada okrytonasienne (Magnoliophyta Cronquist), podgromada Magnoliophytina Frohne & U. Jensen ex Reveal, klasa jednoliścienne (Liliopsida Brongn.), podklasa liliowe (Liliidae J.H. Schaffn.), nadrząd Lilianae Takht. rząd szparagowce (Asparagales Bromhead), rodzina konwaliowate (Convallariaceae Horan.), podrodzina Aspidistroideae (Endl.) Lindl., plemię Aspidistreae Endl. ex Meisn., rodzaj Aspidistra Ker. Gawl.
Wykaz gatunków
- Aspidistra acetabuliformis  Y.Wan & C.C.Huang
- Aspidistra alata Tillich
- Aspidistra albiflora C.R.Lin, W.B.Xu & Yan Liu
- Aspidistra albopurpurea Aver. & Tillich
- Aspidistra alternativa D.Fang & L.Y.Yu
- Aspidistra anomala Aver. & Tillich
- Aspidistra arnautovii Tillich
- Aspidistra atrata Aver., Tillich & B.H.Quang
- Aspidistra atroviolacea Tillich
- Aspidistra attenuata Hayata
- Aspidistra australis S.Z.He & W.F.Xu
- Aspidistra austrosinensis Y.Wan & C.C.Huang
- Aspidistra austroyunnanens is G.W.Hu, Lei Cai & Q.F.Wang
- Aspidistra averyanovii N.S.Lý & Tillich
- Aspidistra bamaensis C.R.Lin, Y.Y.Liang & Yan Liu
- Aspidistra basalis Tillich
- Aspidistra bella Aver., Tillich & K.S.Nguyen
- Aspidistra bicolor Tillich
- Aspidistra bogneri Tillich
- Aspidistra brachystyla Aver. & Tillich
- Aspidistra cadamensis N.S.Lý & Tillich
- Aspidistra caespitosa C.Pei
- Aspidistra campanulata Tillich
- Aspidistra carinata Y.Wan & X.H.Lu
- Aspidistra carnosa Tillich
- Aspidistra cavicola D.Fang & K.C.Yen
- Aspidistra cerina G.Z.Li & S.C.Tang
- Aspidistra chishuiensis S.Z.He & W.F.Xu
- Aspidistra chongzuoensis C.R.Lin & Y.S.Huang
- Aspidistra chunxiuensis C.R.Lin & Yan Liu
- Aspidistra clausa Vislobokov
- Aspidistra claviformis Y.Wan
- Aspidistra cleistantha D.X.Nong & H.Z.Lü
- Aspidistra coccigera Aver. & Tillich
- Aspidistra columellaris Tillich
- Aspidistra connata Tillich
- Aspidistra crassifila Yan Liu & C.I Peng
- Aspidistra cruciformis Y.Wan & X.H.Lu
- Aspidistra cryptantha Tillich
- Aspidistra cyathiflora Y.Wan & C.C.Huang
- Aspidistra cylindrica Vislobokov & Nuraliev
- Aspidistra daibuensis Hayata
- Aspidistra daxinensis M.F.Hou & Yan Liu
- Aspidistra deflexa Aver., Tillich & V.T.Pham
- Aspidistra dodecandra (Gagnep.) Tillich
- Aspidistra dolichanthera X.X.Chen
- Aspidistra ebianensis K.Y.Lang & Z.Y.Zhu
- Aspidistra elatior Blume – aspidistra wyniosła
- Aspidistra elegans Aver. & Tillich
- Aspidistra erecta Yan Liu & C.I Peng
- Aspidistra erythrocephala C.R.Lin & Y.Y.Liang
- Aspidistra extrorsa C.R.Lin & D.X.Nong
- Aspidistra fasciaria G.Z.Li
- Aspidistra fenghuangensis K.Y.Lang
- Aspidistra fimbriata F.T.Wang & K.Y.Lang
- Aspidistra flaviflora K.Y.Lang & Z.Y.Zhu
- Aspidistra foliosa Tillich
- Aspidistra fungilliformis Y.Wan
- Aspidistra geastrum Tillich
- Aspidistra glandulosa (Gagnep.) Tillich
- Aspidistra globosa Vislobokov & Nuraliev
- Aspidistra gracilis Tillich
- Aspidistra graminifolia Aver. & Tillich
- Aspidistra grandiflora Tillich
- Aspidistra guangxiensis S.C.Tang & Yan Liu
- Aspidistra guizhouensis S.Z.He & W.F.Xu
- Aspidistra hekouensis H.Li, C.L.Long & Bogner
- Aspidistra heterocarpa Aver., Tillich & V.T.Pham
- Aspidistra hezhouensis Q.Gao & Yan Liu
- Aspidistra huanjiangensis G.Z.Li & Y.G.Wei
- Aspidistra jiewhoei Tillich & kornick.
- Aspidistra jingxiensis Yan Liu & C.R.Lin
- Aspidistra khangii Aver. & Tillich
- Aspidistra laotica Aver. & Tillich
- Aspidistra lateralis Tillich
- Aspidistra leshanensis K.Y.Lang & Z.Y.Zhu
- Aspidistra letreae Aver., Tillich & T.A.Le
- Aspidistra leucographa C.R.Lin & C.Y.Zou
- Aspidistra leyeensis Y.Wan & C.C.Huang
- Aspidistra liboensis S.Z.He & J.Y.Wu
- Aspidistra linearifolia Y.Wan & C.C.Huang
- Aspidistra lingchuanensis C.R.Lin & L.F.Guo
- Aspidistra lingyunensis C.R.Lin & L.F.Guo
- Aspidistra lobata Tillich
- Aspidistra locii Arnautov & Bogner
- Aspidistra longanensis Y.Wan
- Aspidistra longgangensis C.R.Lin, Y.S.Huang & Yan Liu
- Aspidistra longifolia Hook.f.
- Aspidistra longiloba G.Z.Li
- Aspidistra longipedunculat a D.Fang
- Aspidistra longipetala S.Z.Huang
- Aspidistra longituba Yan Liu & C.R.Lin
- Aspidistra longshengensis C.R.Lin & W.B.Xu
- Aspidistra lubae Aver. & Tillich
- Aspidistra luochengensis B.Pan & C.R.Lin
- Aspidistra luodianensis D.D.Tao
- Aspidistra lurida Ker Gawl.
- Aspidistra lutea Tillich
- Aspidistra maguanensis S.Z.He & D.H.Lv
- Aspidistra marasmioides Tillich
- Aspidistra marginella D.Fang & L.Zeng
- Aspidistra minutiflora Stapf
- Aspidistra mirostigma Tillich & kornick.
- Aspidistra molendinacea G.Z.Li & S.C.Tang
- Aspidistra multiflora Aver. & Tillich
- Aspidistra muricata F.C.How
- Aspidistra mushaensis Hayata
- Aspidistra nanchuanensis Tillich
- Aspidistra nankunshanensis  Yan Liu & C.R.Lin
- Aspidistra neglecta Aver., Tillich & K.S.Nguyen
- Aspidistra nigra Aver., Tillich & K.S.Nguyen
- Aspidistra nikolaii Aver. & Tillich
- Aspidistra nutans Aver. & Tillich
- Aspidistra obconica C.R.Lin & Yan Liu
- Aspidistra oblanceifolia F.T.Wang & K.Y.Lang
- Aspidistra obliquipeltata D.Fang & L.Y.Yu
- Aspidistra oblongifolia F.T.Wang & K.Y.Lang
- Aspidistra obtusata Vislobokov
- Aspidistra omeiensis Z.Y.Zhu & J.L.Zhang
- Aspidistra opaca Tillich
- Aspidistra ovatifolia Yan Liu & C.R.Lin
- Aspidistra oviflora Aver. & Tillich
- Aspidistra papillata G.Z.Li
- Aspidistra patentiloba Y.Wan & X.H.Lu
- Aspidistra paucitepala Vislobokov, Nuraliev & D.D.Sokoloff
- Aspidistra petiolata Tillich
- Aspidistra phanluongii Vislobokov
- Aspidistra pileata D.Fang & L.Y.Yu
- Aspidistra pingfaensis S.Z.He & Q.W.Sun
- Aspidistra pingtangensis S.Z.He, W.F.Xu & Q.W.Sun
- Aspidistra punctata Lindl.
- Aspidistra punctatoides Yan Liu & C.R.Lin
- Aspidistra qijiangensis S.Z.He & X.Y.Luo
- Aspidistra quadripartita G.Z.Li & S.C.Tang
- Aspidistra quangngaiensis N.S.Lý, Haev. & Tillich
- Aspidistra radiata G.W.Hu & Q.F.Wang
- Aspidistra recondita Tillich
- Aspidistra retusa K.Y.Lang & S.Z.Huang
- Aspidistra revoluta Hao Zhou, S.R.Yi & Q.Gao
- Aspidistra ronganensis C.R.Lin, Jing Liu & W.B.Xu
- Aspidistra saxicola Y.Wan
- Aspidistra semiaperta Aver. & Tillich
- Aspidistra sessiliflora Aver. & Tillich
- Aspidistra sichuanensis K.Y.Lang & Z.Y.Zhu
- Aspidistra sinensis Aver. & Tillich
- Aspidistra sinuata Aver. & Tillich
- Aspidistra spinula S.Z.He
- Aspidistra stellata Aver. & Tillich
- Aspidistra stenophylla C.R.Lin & R.C.Hu
- Aspidistra stricta Tillich
- Aspidistra subrotata Y.Wan & C.C.Huang
- Aspidistra superba Tillich
- Aspidistra sutepensis K.Larsen
- Aspidistra tenuifolia C.R.Lin & J.C.Yang
- Aspidistra tillichiana O.Colin
- Aspidistra tonkinensis (Gagnep.) F.T.Wang & K.Y.Lang
- Aspidistra triloba F.T.Wang & K.Y.Lang
- Aspidistra triradiata Vislobokov
- Aspidistra truongii Aver. & Tillich
- Aspidistra tubiflora Tillich
- Aspidistra typica Baill.
- Aspidistra umbrosa Tillich
- Aspidistra urceolata F.T.Wang & K.Y.Lang
- Aspidistra ventricosa Tillich & kornick.
- Aspidistra vietnamensis (Aver. & Tillich) Aver. & Tillich
- Aspidistra viridiflora Vislobokov & Nuraliev
- Aspidistra wujiangensis W.F.Xu & S.Z.He
- Aspidistra xilinensis Y.Wan & X.H.Lu
- Aspidistra xuansonensis Vislobokov
- Aspidistra yizhouensis B.Pan & C.R.Lin
- Aspidistra yunwuensis S.Z.He & W.F.Xu
- Aspidistra zhangii Aver., Tillich & K.S.Nguyen
- Aspidistra zhenganensis S.Z.He & Y.Wang
- Aspidistra zinaidae Aver. & Tillich
- Aspidistra zongbayi K.Y.Lang & Z.Y.Zhu